# قلعه کرونبرگ

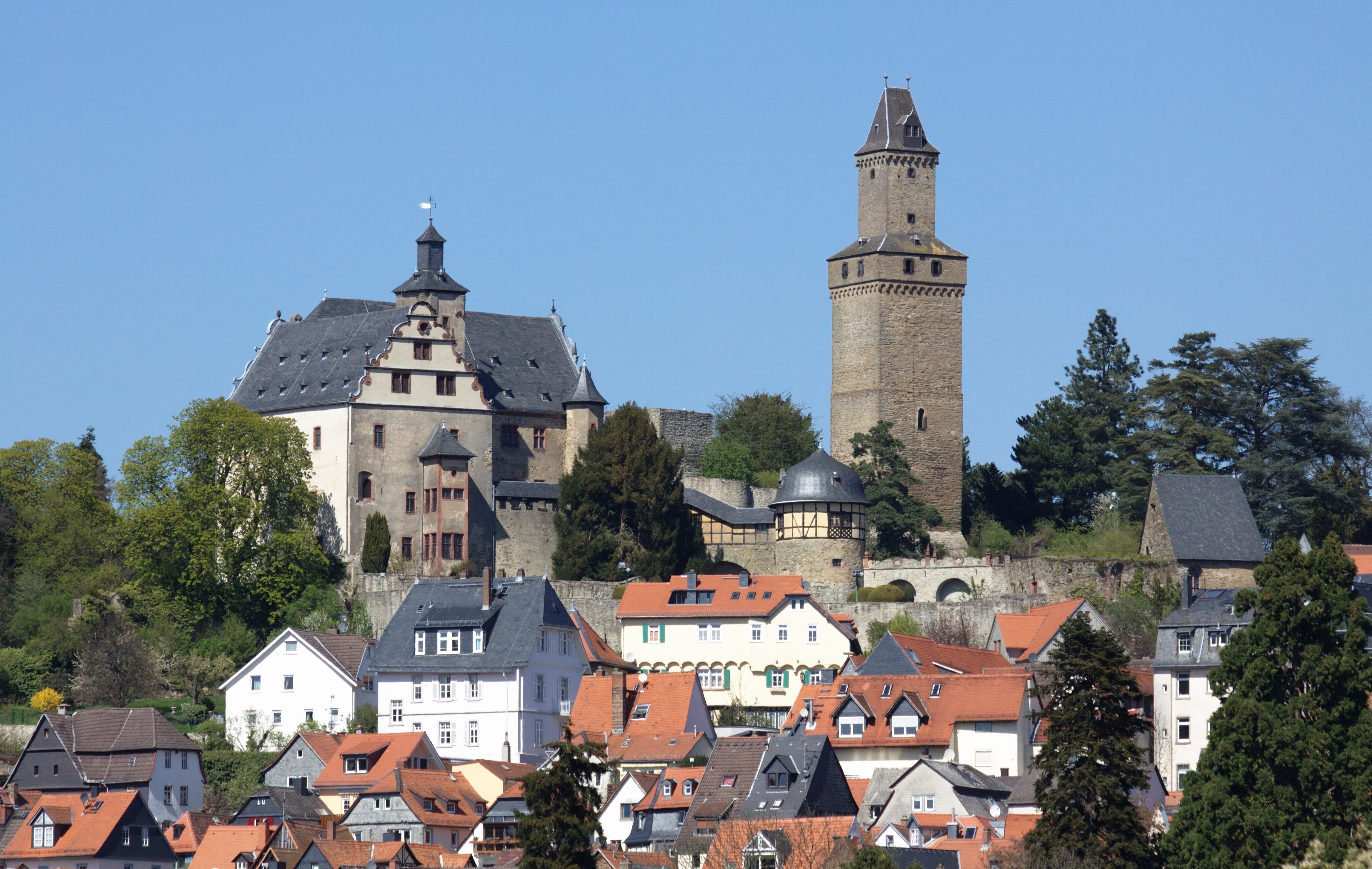
نمای قلعه بر فراز شهر قدیمی کرونبرگ

قلعه کرونبرگ دژی در شهر کرونبرگ ایم تانوس، ایالت هسن، آلمان می‌باشد. این قلعه بین سال‌های ۱۲۲۰ تا ۱۲۳۰ (ابتدای قرون وسطی) بنا شده‌است.